# 東武5300系電車
東武5300系電車（とうぶ5300けいでんしゃ）は、東武鉄道において1951年（昭和26年）に施行された大改番に際して、「53xx形」の形式名を付与された電動車各形式の総称。53系とも称され、本項でも「53系」と称す。
以下、形式ごとに概要を述べるとともに、53系の編成相手となった制御車（クハ）各形式についても記述する。

## 各形式概要
車体外観および台車は各形式で異なるものの、主要機器は同一である。主電動機は東洋電機製造製TDK-528/9-HM、制御器はCS5、東洋製ES-567、日立製作所製MMC-H-10のいずれかを搭載する。
以下、53系に属する各形式について概要を述べる。なお、本項における分類表記については、鉄道ピクトリアル1972年3月臨時増刊号内記事における区分に準拠するものとする。

### モハ5300形
- モハ5300形 (5300 - 5307)

運輸省規格型車両の電動車が本形式を称した。全8両が在籍したが、後年の主要機器換装によって他形式に改称・改番されたため、1952年（昭和27年）に形式消滅した。

### モハ5310形
- モハ5310形A (5310 - 5314)

デハ10系モハ5440形のうち、特急車として整備されていた車両について制御器および主電動機を前述モハ5300形と交換され、同時に本形式に区分されたものである。
- モハ5310形B (5315・5316)

旧型車の荷電化改造による電動車の不足を補う目的で、デハ10系クハ400形中2両が電動車化され、本形式に編入された。
- モハ5310形C (5317 - 5319)

上記モハ5310形Bグループと同様の目的で、クハ500形を電動車化した車両が本形式に編入された。

### モハ5320形
- モハ5320形A (5320 - 5323)

当初より電動車化前提で新製されたクハ550形（初代）が、前述モハ5300形より転用した主要機器で電動車化された際、本形式に改称された。
- モハ5320形B (5324)

前述モハ5310形Cグループと同様の経緯で誕生したものであるが、5310番台に空番がなかったため、当車のみ5320番台に区分された。

### モハ5800形
- モハ5800形 (5800・5801)

前述モハ5320形Aグループのうち、直角カルダン駆動装置を搭載した車両が本形式に区分された。なお、本形式は広義の53系に含まれるが、形式称号から「58系」と称されることもある。

### クハ330形
- クハ330形 (330 - 335)

運輸省規格型車両で、前述モハ5300形の制御車。モハ5300形同様、後年の主要機器換装によって他形式に改称・改番されたため、1952年（昭和27年）に形式消滅した。

### クハ340形
- クハ340形 (340 - 349)

53系電動車各形式の制御車として使用するため、クハ500形のうち主幹制御器を交換した車両群が本形式に区分された。

### クハ350形
- クハ350形A (350 - 354)

デハ10系クハ400形のうち、前述モハ5310形Aグループ同様に特急車として整備されていた車両が、編成相手である電動車の主要機器換装に伴い主幹制御器を交換し、本形式に区分された。
- クハ350形B (355・356)

前述クハ340形と同様の経緯で誕生したものであるが、340番台に空番がなかったため、本グループ2両のみ350番台に区分された。

## その後
53系各形式は制御器の相違から32系・54系との併結が不可能であり、常に53系同士で編成を組み運用された。また、本系列は優等列車用途に新製・改造された車両が多くを占めていたことから、比較的後年まで5700系（57系）とともに本線系優等列車運用にも充当された。晩年は他の旧型車同様、野田線および栃木地区のローカル線区に転用されて余生を送った。
いわゆる東武形車両と称される旧型車両群では最も遅くまで在籍した本系列であったが、新型車の登場に従いその接客設備等が見劣りするようになり、車体の老朽化も進行したことから、1974年（昭和49年）から翌1975年（昭和50年）にかけて、全車が5000系（初代・後の3070系）へ更新され、本系列は形式消滅した。